# Azaryczy
Azaryczy (błr. Азарычы; ros. Озаричи, Ozariczi; pol. hist. Ozarycze, Ozarzyce) – osiedle typu miejskiego na Białorusi w obwodzie homelskim w rejonie kalinkowickim; 1,3 tys. mieszkańców (2010).

## Historia
Miasto królewskie położone było w końcu XVIII wieku w starostwie niegrodowym ozaryckim w powiecie mozyrskim województwa mińskiego.
W czasie wojny polsko-bolszewickiej 5 marca 1920 roku o godzinie 13:00 Azaryczy zostały zajęte bez walki przez Wojsko Polskie. Dokonała tego kolumna północna 2. Brygady Jazdy pod dowództwem płk Kosteckiego, w ramach operacji zmierzającej do zdobycia Mozyrza.
Podczas okupacji hitlerowskiej, w październiku 1941 roku Niemcy utworzyli getto dla żydowskich mieszkańców. Przebywało w nim około 1000 osób. 3 marca 1942 roku Niemcy zlikwidowali getto, a Żydów zamordowano na cmentarzu żydowskim. Sprawcami zbrodni było Einsatzkommando 8 oraz 727 pułk piechoty. 